# 多情自古空餘恨
《多情自古空餘恨》是一套1954年的情節劇類型電影，由意大利導演盧切諾·維斯康堤改編自卡彌洛·博伊托同名中篇小說。雅烈妲·華莉飾演莉薇亞·賽碧麗，花利·格蘭加飾演法藍茨·馬勒中尉。

## 劇情概要
故事發生在1866年意大利第三次獨立戰爭時期。意大利女伯爵莉薇亞·賽碧麗的丈夫是個沉悶無趣又年邁的貴族，莉薇亞同他的生活毫無激情可言，直到她在歌劇院結識了年輕英俊的奧地利中尉法藍茨·馬勒。為了心中所愛，莉薇亞不惜「背叛」自己的國家......

## 外部連結
- Criterion Collection Essay （页面存档备份，存于） by Mark Rappaport （英文）
- 互联网电影数据库（IMDb）上《多情自古空餘恨》的资料（英文）
- AllMovie上《多情自古空餘恨》的资料（英文）
- 爛番茄上《多情自古空餘恨》的資料（英文）
- 香港外語電影資料網上《多情自古空餘恨 （页面存档备份，存于）》的資料 （繁體中文）
- 開眼電影網上《多情自古空餘恨 （页面存档备份，存于）》的資料 （繁體中文）